# Chang’e 1
Chang'e 1 (chinesisch 嫦娥一號 / 嫦娥一号, Pinyin Cháng’é Yīhào) war die erste Raumsonde der China National Space Administration (CNSA) und die erste von mehreren geplanten Missionen im Mondprogramm der Volksrepublik China. Die Sonde wurde am 24. Oktober 2007 gestartet, erreichte am 5. November 2007 eine Umlaufbahn um den Mond und schlug am 1. März 2009 gezielt auf dem Mond auf. Mit ihr wurden Technologien für zukünftige Missionen getestet sowie die Beschaffenheit der Mondoberfläche und des Gesteins studiert. 
Das Programm wurde nach der Mondgöttin Chang’e benannt. Sie taucht in einem chinesischen Märchen auf, in dem eine junge Fee zum Mond fliegt.

## Geschichte
Das 1991 von der Chinesischen Akademie der Wissenschaften angestoßene Mondprogramm der Volksrepublik China wurde zunächst vertraulich behandelt. Erst am 22. November 2000 erwähnte der Staatsrat der Volksrepublik China in seinem „Weißbuch zu den chinesischen Weltraumaktivitäten“ öffentlich, dass China beabsichtige „Vorstudien“ zu einer Erkundung des Mondes zu betreiben.
In Wahrheit hatten die Wissenschaftler bereits seit 1992 Vorstudien zur Geologie des Mondes betrieben und 1998 die technologischen Anforderungen für Mondsonden definiert. 2001 begann nun Chinesische Akademie für Weltraumtechnologie, eine Tochterfirma der China Aerospace Science and Technology Corporation, mit einer internen Machbarkeitsstudie für einen Orbiter zur Erkundung der Mondoberfläche.
2003 stand das Konzept, und nachdem Premierminister Wen Jiabao am 24. Januar 2004 die Mittel für die erste Phase des Mondprogramms freigegeben hatte, wurde bei der Akademie für Weltraumtechnologie die Entwicklergruppe zusammengestellt. Im September 2005 hatte der Prototyp alle Tests bestanden, und Ende 2005 wurde der Bau der realen Sonde genehmigt.
Im Januar 2006 wurde von der Regierung der Volksrepublik China offiziell bekanntgegeben, dass die Fertigung der Raumsonde und ihrer Trägerrakete angelaufen sei, im Mai 2006 begann man mit der Endmontage der Sonde.
Im Dezember 2006 wurde die Sonde im Startzentrum getestet.

## Missionsziele
Das Mondprogramm der Volksrepublik China dient weniger der Grundlagenforschung, sondern zielt ganz konkret auf die lunaren Bodenschätze ab. Der Titel des im Jahr 2000 dem Staatsrat vorgelegten Abschlussberichts der Projektgruppe Monderkundung bei der Chinesischen Akademie der Wissenschaften
lautete „Wissenschaftliche Ziele einer Sonde für die Erkundung von Bodenschätzen auf dem Mond durch China“.
Seit der Lunar Prospector Mission der NASA in den Jahren 1998/99 hatte man eine recht gute Vorstellung davon, an welchen Stellen auf dem Mond welche Mineralien zu finden waren, wobei man sich in China neben Eisen vor allem für den Kernbrennstoff Thorium sowie das in Luft- und Raumfahrt verwendete Leichtmetall Titan interessierte. Prof. Ouyang Ziyuan, ehemals Leiter des Instituts für Geochemie der Chinesischen Akademie der Wissenschaften
und einer der engagiertesten Verfechter der Monderkundung, zeigte ein einer Fernsehpräsentation am 26. Mai 2003 von der NASA erstellte Mondkarten mit der Verteilung und dem Metallgehalt der entsprechenden Erze.
Die wichtigste Aufgabe der Nationalen Raumfahrtbehörde war zunächst, eigene chinesische Karten mit den Mineralvorkommen zu erstellen, daneben auch Informationen für einen sicheren bemannten Flug zum Mond zu sammeln. Daher wurden die Missionsziele für Chang'e 1 folgendermaßen definiert:
- Erstellung einer dreidimensionalen Karte der Mondoberfläche
- Kartografierung der nützlichen Elemente und Substanzen über die gesamte Mondoberfläche, sowohl was die Verteilung als auch den Gehalt betrifft
- Messung der Dicke der Regolithschicht
- Messung des Sonnenwindes und der hochenergetischen Partikel (Solar Energetic Particles) von Sonneneruptionen im Raum zwischen Erde und Mond

## Ausstattung und Nutzlast
Der bei der Chinesischen Akademie für Weltraumtechnologie entwickelte Orbiter basierte auf der Konstruktion des am 12. Mai 1997 gestarteten Kommunikationssatelliten Dongfang Hong 3 (东方红三号), nicht zu verwechseln mit dem im Ausland manchmal als „Dong Fang Hong 03“ bezeichneten „Technologischen Versuchssatelliten 3“ (技术试验卫星三号 bzw. JSSW 3), einem am 26. Juli 1975 gestarteten Aufklärungssatelliten.
Über das China-Brazil Earth Resources Satellite Program hatte man bereits Erfahrung bei der Suche nach Bodenschätzen aus dem All. Die Gruppe um Chefkonstrukteur Ye Peijian
nahm im Prinzip die Systeme des Ziyuan-1 Satelliten (资源一号卫星, auch bekannt als CBERS-1) sowie des rein chinesischen Ziyuan-2 Satelliten (中国资源二号卫星) und baute sie in den DFH-3-Bus ein.
Durch die Verwendung bewährter Technologie hielt sich der finanzielle Aufwand in Grenzen – die gesamte Chang’e-1-Mission kostete nur 1,4 Milliarden Yuan (169 Millionen US-Dollar), so viel wie damals der Bau von 2 km U-Bahn in Peking.
Die Gesamtmasse der Sonde betrug 2350 Kilogramm, wovon 130 Kilogramm auf mehrere, vom Nationalen Zentrum für Weltraumwissenschaften der Akademie der Wissenschaften unter Verwendung existierender, bewährter Technologie entwickelte Geräte entfielen:
- Ein Stereo-Kamerasystem für die dreidimensionale Kartografie der Mondoberfläche.
- Ein vom Shanghaier Institut für technische Physik der Chinesischen Akademie der Wissenschaften entwickelter Laser-Höhenmesser zur Bestimmung der Distanz zwischen Sonde und Mondoberfläche, um auch für dunkle Stellen wie den beiden Polen dreidimensionale Karten erstellen zu können.[17]
- Ein abbildendes Spektrometer bzw. Interferometer zur Erstellung einer Karte der Mondoberfläche im sichtbaren Spektrum.
- Ein Gammaspektrometer zur Untersuchung der Gesteinszusammensetzung und der radioaktiven Komponenten auf dem Mond, wie zur Analyse von 13 metallischen Elementen, wobei das Hauptinteresse bei Titan lag, dazu noch Sauerstoff und Helium-3.[18]
- Ein Röntgenspektrometer zur Messung der Verteilung von Silicium, Aluminium und Magnesium.
- Ein Mikrowellenradiometer zur Messung der Temperatur der Mondoberfläche sowie zur Ermittlung der Dicke des Mondstaubes.
- Ein aus drei einzelnen Messgeräten bestehendes Gerät zur Messung der Geschwindigkeit, Dichte und Temperatur der geladenen Teilchen des langsamen und schnellen Sonnenwindes sowie der Protonen, Elektronen und Schwerionen, die bei Sonneneruptionen ins Weltall geschleudert werden. Dieses Gerät begann bereits auf dem Flug von der Erde zum Mond mit der Datensammlung und führte die Messungen dann während der Umkreisung im mondnahen Raum fort.
- Ein aus 5 Komponenten bestehendes Stromversorgungs- und Datenverarbeitungsgerät, das die von den einzelnen Messgeräten gesammelten Daten komprimierte, in einem 48 GB Speicher zwischenspeicherte und, wenn die Sonde Sichtverbindung mit China hatte, auf dem S-Band zum Chinesischen VLBI-Netzwerk funkte (siehe unten).[19]
- Einige Musikstücke, unter anderem die Frühlingsfest-Ouvertüre und das Lied Jeder spricht gut über meine Heimat.[20]

## Datenübertragung zur Erde
Die Bahnverfolgung und der Empfang der zur Erde gesandten Daten erfolgte mit Hilfe von vier Radioteleskopen mit Durchmessern zwischen 25 und 50 Metern bei Shanghai, Ürümqi, Kunming sowie Miyun bei Peking. Die vier benutzten Anlagen sind unter der Kontrolle von wissenschaftlichen Einrichtungen.
In der VLBI-Beobachtungsbasis Sheshan (佘山VLBI观测基地, Pinyin Shéshān VLBI Guāncè Jīdì) des Astronomischen Observatoriums Shanghai in Songjiang, direkt bei der dortigen 25-Meter-Antenne, wurden die Daten auch gesammelt und ausgewertet.
Für die Startphase und den Eintritt der Sonde in den Mondorbit wurde die Missionskontrolle zusätzlich von den ESTRACK-Stationen der ESA in Maspalomas (Spanien), Kourou (Französisch-Guayana) sowie New Norcia (Australien) unterstützt. Die Mission zeigte die Notwendigkeit für den Ausbau eines dezidierten Chinesischen Deep-Space-Netzwerks mit dem Schwerpunkt auf Raumfahrt (中国深空测控网, Pinyin Zhōnggúo Shēnkōng Cèkòngwǎng).

## Missionsverlauf

Bahn der Sonde

Chang'e 1 wurde am 24. Oktober 2007 um 10:05 UTC mit einer Trägerrakete des Typs CZ-3A vom chinesischen Kosmodrom Xichang gestartet. Sie trat in einen Erdorbit mit einer Umlaufzeit von 16 Stunden ein und öffnete ihre Solarpaneele. Am nächsten Tag hob sie planmäßig durch eine kurze Zündung ihrer eigenen Triebwerke den erdnächsten Punkt ihrer Umlaufbahn von 200 Kilometer auf 600 Kilometer Höhe an. Binnen der folgenden sieben Tage erfolgten noch drei weitere Orbittransfers, bei denen die Sonde auf eine immer höhere Umlaufbahn transportiert wurde, um schließlich mit einem so genannten „Erde-Mond-Transfer“ die Umlaufbahn soweit auszudehnen, dass der Mond erreicht werden konnte.
Nach kleineren Bahnkorrekturmanövern konnte die Sonde am 5. November, als sie nur noch 300 Kilometer vom Mond entfernt war, das entscheidende Manöver beginnen und in eine Mondumlaufbahn einschwenken. Nach zwei weiteren Bremsmanövern befand sich Chang'e 1 am 6. November auf einer Mondumlaufbahn mit einer Höhe von 213 bis 1700 Kilometern und einer Umlaufzeit von dreieinhalb Stunden. Am 7. November erreichte sie nach einem dritten Bremsmanöver ihre endgültigen Bahn, auf der sie den Mond in 200 Kilometern Höhe einmal in 127 Minuten umrundete. Von dieser Kreisbahn aus begann sie, ab der Einsatzbereitschaft aller Instrumente an Bord und aller vier chinesischen Radioteleskope auf der Erde, ihr Forschungsprogramm.
Am 26. November präsentierte die CNSA der Öffentlichkeit eine erste Mondaufnahme der Sonde. Der chinesische Ministerpräsident Wen Jiabao enthüllte im Raumfahrtkontrollzentrum Peking ein aus 16 Einzelfotos zusammengesetztes Bild.
Ein gewisses Problem stellten die totale Mondfinsternis am 21. Februar 2008 und die partielle Mondfinsternis am 16. August 2008 dar. Normalerweise befand sich die Sonde auf ihrer 127 Minuten dauernden Umlaufbahn nur 45 Minuten im Schatten des Mondes. Als an jenen beiden Tagen der Mond in den von der Erde in den Weltraum geworfenen Schatten trat, verlängerte sich die Zeit, in der die Solarmodule keinen Strom lieferten, auf drei Stunden. Die Ingenieure um Ye Peijian und seinen Stellvertreter Sun Zezhou begegneten diesem Problem dadurch, dass die Sonde während der Mondfinsternisse in eine Art Schlafmodus überging, wodurch sich die Leistungsaufnahme aus den – zu diesem Zeitpunkt sehr kalten – Akkumulatoren reduzierte.
Am 1. März 2009 schlug Chang'e 1 gezielt um 09:13 Uhr MEZ auf dem Mond auf.

## Nachfolgemission
Die Ersatzsonde von Chang'e 1 wurde modernisiert und mit einer CCD-Kamera mit höherer Auflösung ausgestattet. Unter dem Namen Chang’e 2 startete die Sonde am 1. Oktober 2010. Nachdem sie bis zum 9. Juni 2011 von einer nur 100 km hohen Umlaufbahn aus (also halb so hoch wie bei Chang’e 1) die Mondoberfläche kartografiert hatte, begab sie sich zum Lagrange-Punkt L2 des Sonne-Erde-Systems wo sie etwa zehn Monate verblieb und den Sonnenwind maß. Nach einem Vorbeiflug am erdnahen Asteroiden (4179) Toutatis am 13. Dezember 2012 wurde Chang’e 2 auf eine langgestreckte elliptischen Bahn in den interplanetaren Raum geschickt. Es wird erwartet, dass die Sonde, nachdem sie das 300 Millionen Kilometer entfernte Apogäum ihrer Bahn erreicht hat, im Jahr 2029 der Erde wieder auf 7 Millionen Kilometer nahekommen wird.